# 法希尔
法希尔（阿拉伯语：‎），苏丹共和国北达尔富尔省首府，达尔富尔地区最大城市，人口264,734人（2006年）。
法希尔建城于18世纪末，是富尔帝国的统治中心，现在仍为当地主要的贸易中心之一。